# Parque nacional de Galathea
El Parque Nacional de Galathea es un parque nacional de la India, ubicado en la isla de Gran Nicobar, dentro del Territorio de la Unión de las Islas Andamán y Nicobar, que se encuentran en el océano Índico, al este del golfo de Bengala.

## Características
El área total de este parque es aproximadamente 110 km² y es considerado como un parque nacional desde 1992. Galathea se forma como parte de lo que ha sido designada como la Gran Reserva de Biosfera de Nicobar, que también incluye al Parque Nacional de Campbell Bay, separado de Galathea por una zona forestal de 12 kilómetros.
Muchas especies únicas y raras de plantas y animales se encuentran en el parque, un número que debido a su aislamiento relativo geográfico son endémicos de las islas.

### Flora
La vegetación consiste en gran parte de bosques tropicales y subtropicales húmedos.

### Fauna
La especie notable de animal encontrada en el parque incluye al cangrejo gigantesco de los cocoteros (Birgus latro), los megápodos (Megapodiidae) y la paloma de Nicobar (Caloenas nicobarica).

## Galería de imágenes

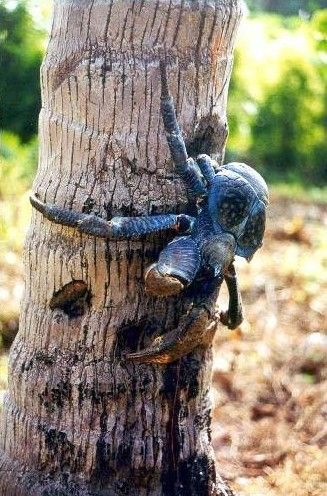
cangrejo de los cocoteros
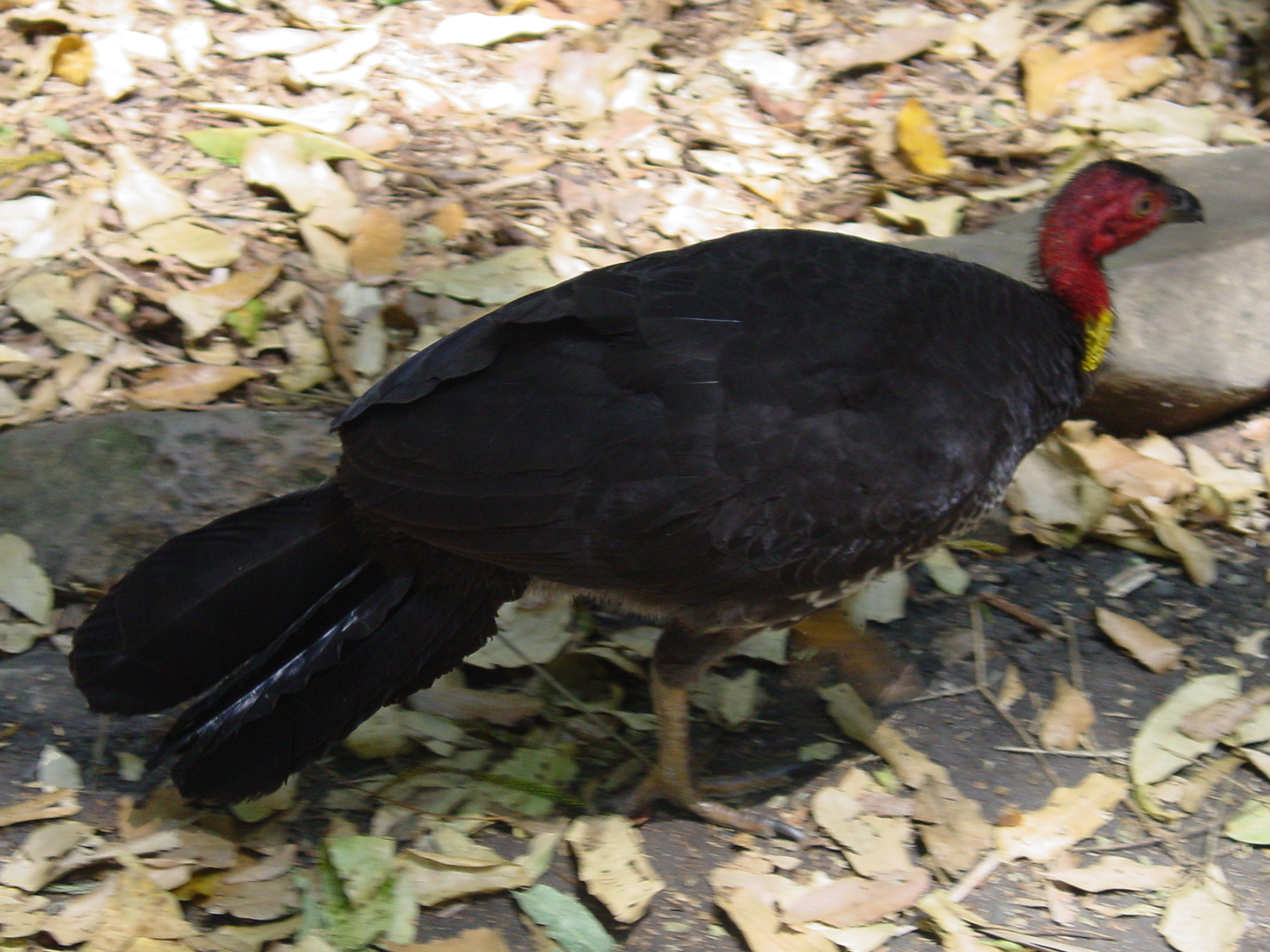
megápodos